# Antoine V de Gramont
Antoine V de Gramont (gennaio 1671 – 16 settembre 1725) fu duca di Guiche e Maresciallo di Francia.

## Biografia
Figura militare francese e membro della famiglia Gramont. Era il maggiore dei figli di Antoine Charles IV de Gramont e Marie Charlotte de Castelnau. All'età di tredici anni diventò un moschettiere e nel 1687 era diventato capo del suo reggimento e aveva sposato la figlia di Anne-Jules, II duc de Noailles.  Prese parte all'assedio di Filisburgo (1688). Fu fatto brigadiere nel 1694 e servì nelle Fiandre.
Nel 1696, servì sotto il Maresciallo Catinat e il Maresciallo Boufflers, e fu egli stesso fatto maresciallo (di Fiandra) e Colonnello Generale dei Dragoni nel 1702. Nel 1704, fu fatto luogotenente dell'esercito reale e il 26 ottobre 1704 Colonnello Generale delle guardie francesi. Divenne ambasciatore di Filippo V di Spagna nel 1705. Fu ferito nella Battaglia di Malplaquet (1709).
Nel 1712, diventò Luogotenente Generale di Bayonne e Luogotenente Generale e Governatore della Navarra e Béarn.  Nel 1715, diventò Consigliere del Reggente e della guerra e nel 1720, acquisì il titolo di Duca di Gramont. Nel 1724, diventò Maresciallo di Francia.  Mori un anno dopo, evidentemente nel suo palazzo.